# Fauna (álbum)
Fauna es el álbum debut por la cantante danesa de música pop/experimental, Oh Land. Fue lanzado únicamente en Dinamarca el 11 de noviembre de 2008, por la discográfica independiente, Fake Diamond Records. El álbum recibió una respuesta positiva desde las personas en su país.

## Lista de canciones
Todas las canciones escritas y compuestas por Oh Land. 
| N.º | Título             | Duración |  |
| 1.  | «Numb»             | 4:38     |  |
| 2.  | «Still Here!»      | 3:16     |  |
| 3.  | «Frostbite»        | 4:49     |  |
| 4.  | «Heavy Eyes»       | 3:47     |  |
| 5.  | «Postpone the Bad» | 3:23     |  |
| 6.  | «Koo Koo»          | 1:53     |  |
| 7.  | «Audition Day»     | 3:55     |  |
| 8.  | «I Found You»      | 3:27     |  |
| 9.  | «Release Me»       | 4:38     |  |
| 10. | «Namazu»           | 3:05     |  |
| 11. | «Alive/Awake»      | 3:42     |  |
| 12. | «Deep-Sea»         | 3:32     |  |

## Personal
- Oh Land – vocals, producer, arranger, instrumentation, programming (all tracks); musical box arrangement (track 3); synth bass (track 4); lead vocals engineer (tracks 6, 11); cover art
- Applied Projects – design, image effects
- Møllen e Broge-Starck – product management
- Kasper Bjørke – producer, programming (track 11); co-producer, additional programming (tracks 5, 10); executive producer, A&R
- Anders "Ormen" Christophersen – co-producer, additional programming (track 8); lead vocals engineer (all tracks)
- Dorit Chrysler – theremin (track 12)
- Katrine Muff Enevoldsen – additional backing vocals (track 3)
- Rohat Jakob Everløff – synth bass (track 4)
- Bendt Fabricius – musical box arrangement (track 3)
- Eske Kath – cover art, Namazu-e painting
- Thomas Knak – co-producer, additional programming (tracks 2, 4)
- Benjamin "BenMa" Mlainara – bass (track 8)
- As Øland – photography
- Bodil Øland – opera vocals (track 1)
- Jeppe Øland – photography
- Peder – co-producer, additional programming (tracks 1, 3, 7, 12); lead vocals engineer (track 10)
- Davide Rossi – strings (tracks 1, 7, 10)
- Anders Schumann – mixing, mastering
- Katinka Vindelev – additional backing vocals (track 12)
- Dennis Young – percussion (track 11)

Fuente: Discogs